# Corzos (La Vega)
Corzos (llamada oficialmente Santiago de Corzos) es una parroquia y un lugar del municipio español de La Vega, en la provincia de Orense, Galicia.

## Organización territorial
La parroquia está formada por una entidad de población:
- Corzos

## Demografía
Gráfica demográfica del lugar y parroquia de Corzos según el INE español:
| Gráfica de evolución demográfica de Corzos entre 2000 y 2023 |
|                                                              |
| Datos según el nomenclátor publicado por el INE.             |